# 황준욱
황준욱(1966년 1월 28일 ~ )은 대한민국의 배우이다.

## 학력
- 서울세검정초등학교 졸업
- 중앙중학교 졸업
- 경복고등학교 졸업
- 한양대학교 연극영화과

## 드라마
- 1976년 TBC 어린이드라마 《똘똘이의 모험》 - 우성
- 1982년 KBS 특집드라마 《우둥불》 - 강위
- 1983년 KBS 청소년드라마 《고교생 일기》 - 황진우
- 1983년 KBS 특집드라마 《하늘은 알고 있다》
- 1985년 KBS 특집드라마 《별을 쫓는 야생마》
- 1987년 KBS 일일연속사극 《사모곡》
- 1987년 KBS 특집드라마 《시냇물 흘러 흘러 어디로 가나》
- 1989년 KBS 일요아침드라마 《당추동 사람들》 - 경만
- 1990년 KBS 드라마게임 《아침노을 저녁비》
- 1990년 KBS 드라마 《만석꾼 며느리 뽑기》 - 최 도령
- 1993년 KBS 드라마 《살아남은 자의 슬픔》
- 1994년 KBS 특집드라마 《지붕 위의 남자》
- 1994년 KBS 일일드라마 《한쪽 눈을 감아요》 - 이홍철
- 1995년 KBS 대하드라마 《김구》 - 장준하
- 1996년 KBS 청소년드라마 《신세대 보고 - 어른들은 몰라요》
- 2004년 KBS 대하드라마 《불멸의 이순신》 - 이덕형

## 영화
- 1984년 불타는 신록
- 2007년 저 하늘에도 슬픔이